# 小行星16906
小行星16906（16906 Giovannisilva）是一颗绕太阳运转的小行星，为主小行星带小行星。该小行星于1998年2月18日发现。

## 轨道参数
小行星16906的轨道半长轴为2.9838846 UA，离心率为0.045。